# Draghi-Report

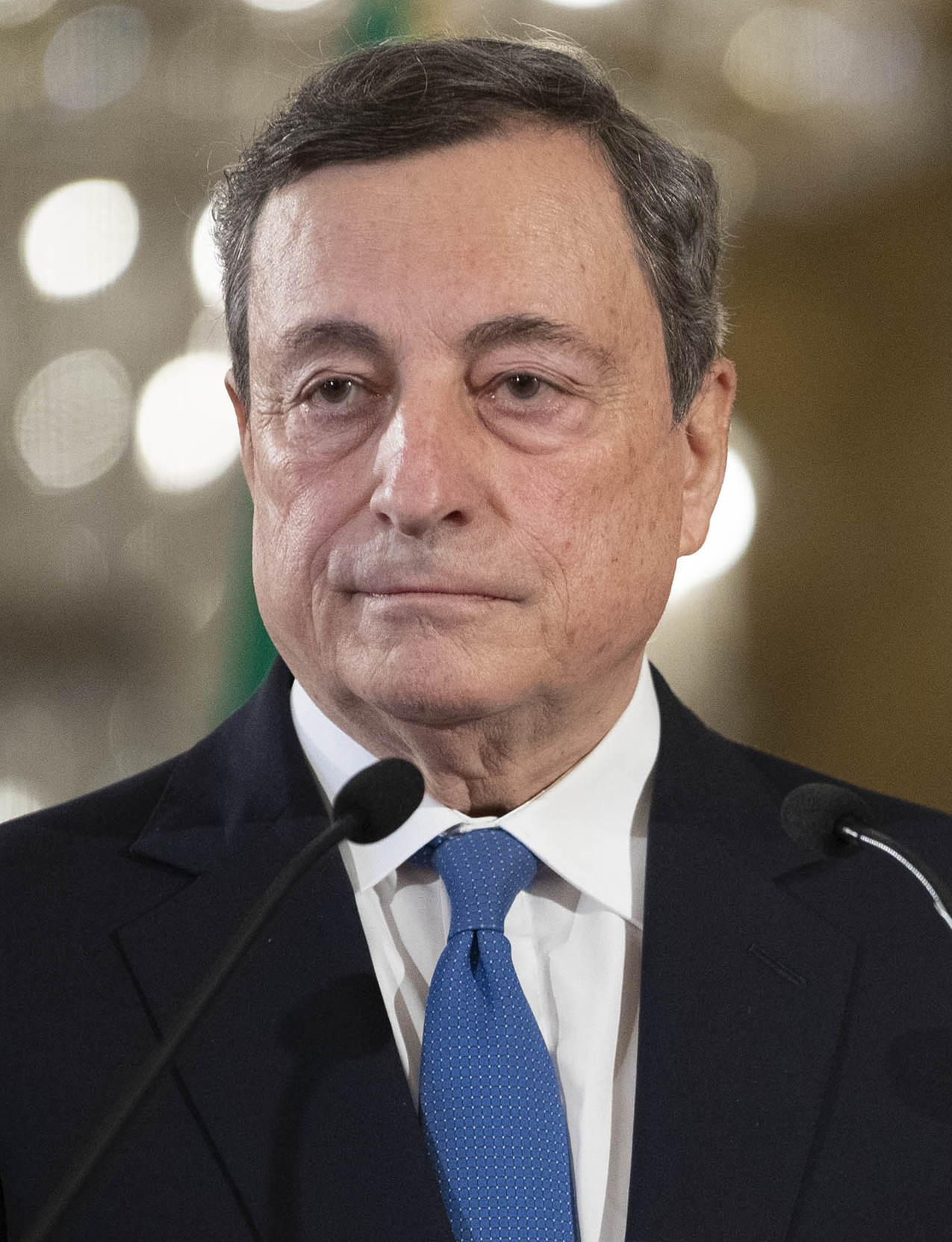
Mario Draghi, der Herausgeber des Berichts (2021)

Der Draghi-Report oder Draghi-Bericht oder Draghi-Plan ist ein Strategie- und Wirtschaftsbericht, bekannt nach seinem Herausgeber Mario Draghi. Der offizielle Titel des Dokuments lautet auf englisch The future of European competitiveness – A competitiveness strategy for Europe oder in deutsch Die Zukunft der europäischen Wettbewerbsfähigkeit – Eine Wettbewerbsstrategie für Europa.
Der Bericht wurde im September 2024 veröffentlicht und von Draghi als gleichwertig mit dem damaligen Marshallplan zur Ankurbelung des Wachstums in Europa bezeichnet.
Der Bericht schlägt eine Agenda für Wettbewerbsfähigkeit vor, die eine jährliche Finanzierung von 750 bis 800 Milliarden Euro fordert. Dies entspricht etwa 4 bis 5 % des Bruttoinlandsprodukts (BIP) der Staatengemeinschaft.  
Diese Größenordnung sei notwendig, um mit Konkurrenten wie den USA und China mithalten zu können. Zum Vergleich: Die USA haben Ende 2021 den Inflation Reduction Act (IRA) verabschiedet, welcher rund 400 Milliarden US-Dollar in die amerikanische Wirtschaft pumpt. Zusammen mit dem Infrastructure Investment and Jobs Act und dem CHIPS and Science Act (CHIPS) werden damit rund 2 Billionen US-Dollar in die amerikanische Wirtschaft investiert. In China ist die Staatliche Kommission für Entwicklung und Reform für die Wirtschaftsplanung des Landes zuständig. Sie plant ebenfalls verschiedene finanzielle Mittel und Maßnahmen, um die kriselnde chinesische Wirtschaft zu stabilisieren und stimulieren.
Draghi erwähnt, dass diese Summe teilweise durch private und öffentliche Investitionen gesichert werden könnte, zum Beispiel durch die Ausgabe neuer gemeinsamer Schuldtitel zur Finanzierung wichtiger gemeinsamer Projekte. 
Der vollständige Bericht (nur auf Englisch) kann von der Website der Europäischen Kommission heruntergeladen werden (siehe Weblinks).

## Inhalte & Aufbau
Der Bericht stellt drei Hauptthesen auf, um nachhaltiges Wachstum für Europa zu generieren:
1. Aufholen des Innovationsrückstands gegenüber den USA und China, insbesondere im Bereich der Spitzentechnologien;
2. Die Notwendigkeit eines gemeinsamen Plans für Dekarbonisierung und Wettbewerbsfähigkeit;
3. Erhöhung der Sicherheit und Verringerung der Abhängigkeit.

Der Bericht geht auch auf die "Hindernisse" bei der Erreichung dieser Ziele ein:
1. Europa fehlt es an Fokus. Man formuliere zwar gemeinsame Ziele, untermauere diese aber nicht durch klare Prioritäten und koordinierte Politiken;
2. Europa verschwendet seine gemeinsamen Ressourcen. Man verfügt gemeinsam über eine hohe Kaufkraft, verteilt diese aber auf eine Vielzahl unterschiedlicher nationaler und europäischer Instrumente;
3. Europa mangelt es an Koordination, wenn es darauf ankommt.

### Gliederung
Der Report gliedert sich in zwei Teile, sowie einem Anhang mit Danksagungen:
1. A competitiveness strategy for Europe mit mehr als 60 Seiten
2. In-depth analysis and recommendations mit mehr als 300 Seiten

### Mitwirkende
Der Report wurde von einer Vielzahl an Personen erstellt oder begutachtet, darunter Fachexperten, Personen aus sog. Think Tanks, EU-Institutionen, internationalen Organisationen, Nichtregierungsorganisationen, Unternehmen, Fach- und Lobbyverbänden sowie Beratungsunternehmen.

## Rezeption
Laut dem Präsident des Europäischen Rates, Charles Michel, liege "Alles [...] auf dem Tisch", einschließlich der Aufnahme neuer gemeinsamer Schulden.
Laut Mario Draghi, "Wir sind an einem Punkt angelangt, an dem wir, wenn wir nicht handeln, entweder unseren Wohlstand, unsere Umwelt oder unsere Freiheit aufs Spiel setzen müssen."
Laut dem ehemaligen Bundesminister der Finanzen Christian Lindner (FDP), könne man „mit einer gemeinsamen EU-Schuldenaufnahme keine strukturellen Probleme“ lösen.
Der Fondsmanager Edouard Carmignac (viz. Fondation Carmignac) empfiehlt „Die politischen Kräfte in Europa wären gut beraten, ihn zu lesen und umzusetzen.“
Das deutsche Bundesministerium für Wirtschaft und Klimaschutz (BMWK) schlussfolgert in seiner Analyse, "Der Draghi-Bericht zur Zukunft der Wettbewerbsfähigkeit der EU bietet eine fundierte Analyse und gibt umfassende Empfehlungen, die weitgehend mit den strategischen Zielen des BMWK übereinstimmen. (...)"
Der Deutsches Institut für Wirtschaftsforschung (DIW) Präsident Marcel Fratzscher schreibt in einem Beitrag, Zitat "Mario Draghi drückt aus, was eigentlich eine Binsenweisheit ist: Ohne deutlich mehr private und öffentliche Investitionen werden Produktivität und Wachstum noch schwächer werden, Arbeitsplätze und innovative Unternehmen abwandern und viel des Wohlstands verloren gehen."

## Ähnliche Studien

### BDI Studie Transformationspfade
Laut der BDI-Studie Transformationspfade, welche parallel zum Draghi-Report im September 2024 veröffentlicht wurde, sei für Deutschland bis 2030 ein Investitionsbedarf von geschätzt 1,4 Billionen Euro nötig. 
Der Bericht wurde herausgegeben durch den Bundesverband der Deutschen Industrie (BDI) in Zusammenarbeit mit der Boston Consulting Group (BCG) und dem Institut der deutschen Wirtschaft (IW). 
Diese Summe sei laut BDI-Präsident Siegfried Russwurm "irre viel Geld", jedoch nehme "das Risiko einer De-Industrialisierung durch die stille Abwanderung und Aufgabe gerade vieler Mittelständler kontinuierlich zu und ist teils schon eingetreten."

### IW-Studie Konjunktur
Das Institut der deutschen Wirtschaft (IW) hat in einer eigenen Studie (Report Nr. 9) vom März 2025 die Wertschöpfungsverluste durch Corona-Pandemie, Krieg und globale Unordnung modellhaft berechnet und die Verluste bzw. Schäden auf 735 Mrd. Euro beziffert. Die Studie bzw. das zugrunde liegende Modell stellt eine hypothetische wirtschaftliche Realität einer realen wirtschaftlichen Entwicklung gegenüber. Für weitere Details siehe die Studie selbst.

## Verwandte Entwicklungen

### Sondervermögen Infrastruktur
Im Rahmen der Sondierungen zur Regierungsbildung nach der Bundestagswahl 2025 haben CDU/CSU und SPD am 4. März 2025 angekündigt, einen dreistelligen Milliardenbetrag in Infrastruktur und Verteidigung investieren zu wollen.

### Europäischer Aufbauplan 2021–2027
In diesem Kontext sei auch der Europäische Aufbauplan (auch bekannt als NextGenerationEU) erwähnt, welcher bereits in dem Jahr 2018 einen Budget von rund 750 Mrd. Euro (Stand 2025 über 800 Mrd. Euro) vorschlug. Der Aufbauplan gilt als Antwort auf die Coronaviruskrise offiziell von 2021 bis 2027. Insgesamt steht in dem genannten Zeitraum ein Konjunkturpaket von rund 2 Billionen Euro (2.000 Milliarden) zur Verfügung plus die 800 Mrd.